# Kolfiber

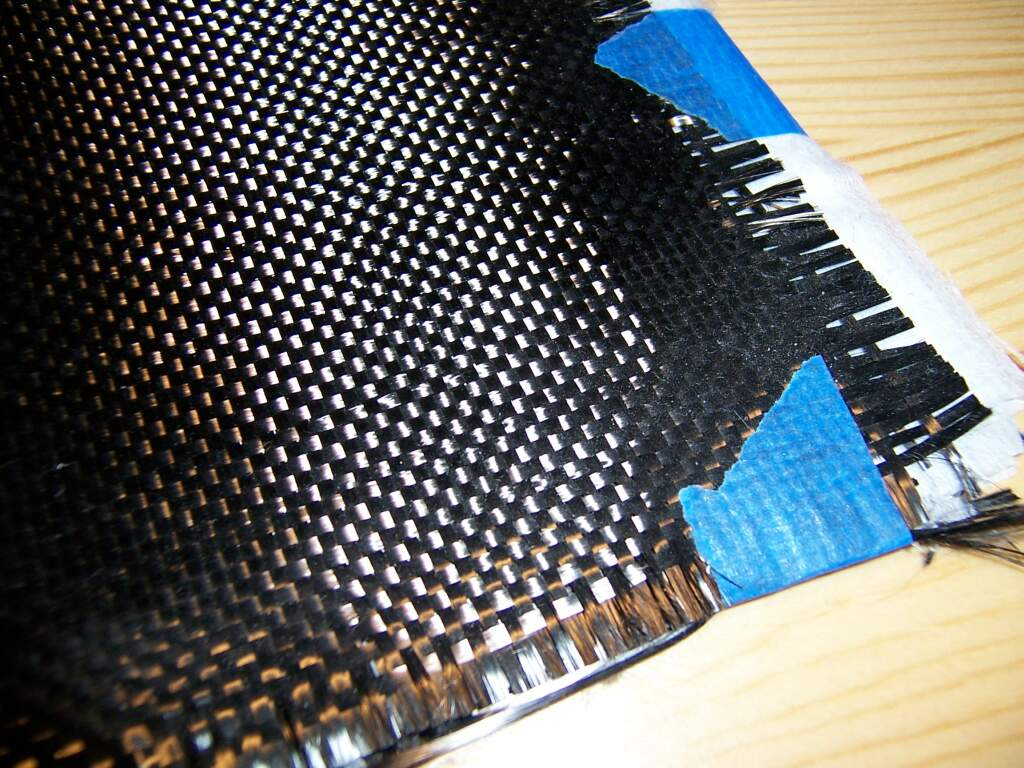
Kolfibermatta

Kolfiber är ett armeringsmaterial som består av tunna dragna trådar av kol, vävda eller tvinnade till mattor, vävar eller band. Kolfiber används tillsammans med epoxi-, poly- eller vinylester för att tillverka lätta och starka konstruktioner till bilar, båtar, cyklar, fiskespön och -rullar, golfklubbor, hockey- och bandyklubbor, flygplan, helikoptrar, hjälmar, rullbräden, skidor, skidstavar, surfbräden, tennisracketar, vapen och mycket annat. 
Jämfört med glasfiber är kolfiber lättare, styvare men har sämre slagtålighet och används därför ofta tillsammans med aramidfiber. Kolfiber har blivit mycket populärt i laminat tack vare den höga styvhet som kan uppnås. Fördelen gentemot metall är att den inte rostar, en nackdel är att sprickbildning emellan olika lager kan uppstå. 
Kolfiber används även för att förstärka bärande konstruktioner, t.ex. balkar, bjälklag, väggar, pelare och broar. Metoden används allt flitigare av konstruktörer och byggare och kan förenkla byggprocesser avsevärt.
Kolfiber används även i tillverkningen av vissa mattor för att göra dem hållbarare.

## Giftiga kolfiber
Kolfiber binder liksom asbest giftiga cancerframkallande ämnen som är farliga att andas in.